# Aéroport Juana Azurduy de Padilla
L'aéroport Juana Azurduy de Padilla est un aéroport situé à 5,9 km au nord-est de la ville de Sucre en Bolivie.
Cet aéroport sert également à desservir par la route la ville de Potosí dont l'aéroport Capitán Nicolás Rojas ne peut recevoir d'avions de taille importante.
En 2010, la municipalité de Sucre considère que l'aéroport ne répond pas aux prétentions touristiques de la ville et planifie la construction d'un aéroport international à Alcantarí.
Le 13 mai 2016, l'aéroport reçoit son dernier vol commercial et passe la main au nouvel aéroport international d'Alcantarí avant d'être exclusivement à usage militaire.